# Strickland Ketel
Strickland Ketel is een civil parish in het bestuurlijke gebied South Lakeland, in het Engelse graafschap Cumbria. In 2001 telde het dorp 1093 inwoners. Het dorp heeft 16 vermeldingen op de Britse monumentenlijst.